# 4 septembre 1985
Le mercredi 4 septembre 1985 est le 247e jour de l'année 1985.

## Naissances
- Aliki Fakate, joueur de rugby
- Andrew McCollum, cofondateur de Facebook
- Andrew Meyrick, pilote automobile  britannique
- Arnaud Assoumani, athlète français
- Bundmaa Munkhbaatar, judokate mongole
- Christian Burns, joueur de basket-ball américain
- David Herndon, joueur de baseball américain
- Divaldo Mbunga, joueur de basket-ball angolais
- Hiroyuki Komoto, footballeur japonais
- Igor Erokhin, athlète russe, spécialiste de la marche athlétique
- Jaraun Burrows, joueur bahaméen de basket-ball
- Jean-Pierre Le Roux, joueur d'échecs français
- Kaillie Humphries, bobeuse canadienne
- Matías Russo, pilote automobile argentin
- Matthieu Cornette, joueur d'échecs français
- Mike Brown, joueur anglais de rugby à XV né en 1985
- Raúl Albiol, footballeur espagnol
- Ri Kwang-chon, joueur de football cord-coréen
- Riccardo Meggiorini, footballeur italien
- Walid Mesloub, footballeur algérien
- Yans Arias, coureur cycliste cubain

## Décès
- George O'Brien (né le 19 avril 1899), acteur américain
- Isabel Jeans (née le 16 septembre 1891), actrice anglaise
- Michel Brunet (né le 24 juillet 1917), historien et essayiste québécois
- Qian Songyan (né le 11 septembre 1899), peintre chinois
- Vassyl Stous (né le 6 janvier 1938), poète et journaliste ukrainien

## Événements
- Découverte de (5575) Ryanpark